# Alchémille
Alchemilla
Genre
Alchemilla (Les Alchémilles ) est un genre de plantes à fleurs de la famille des Rosacées. Ce sont des plantes herbacées. Le nombre d'espèces est mal connu, variant considérablement suivant les auteurs et le traitement apporté au genre.

## Description

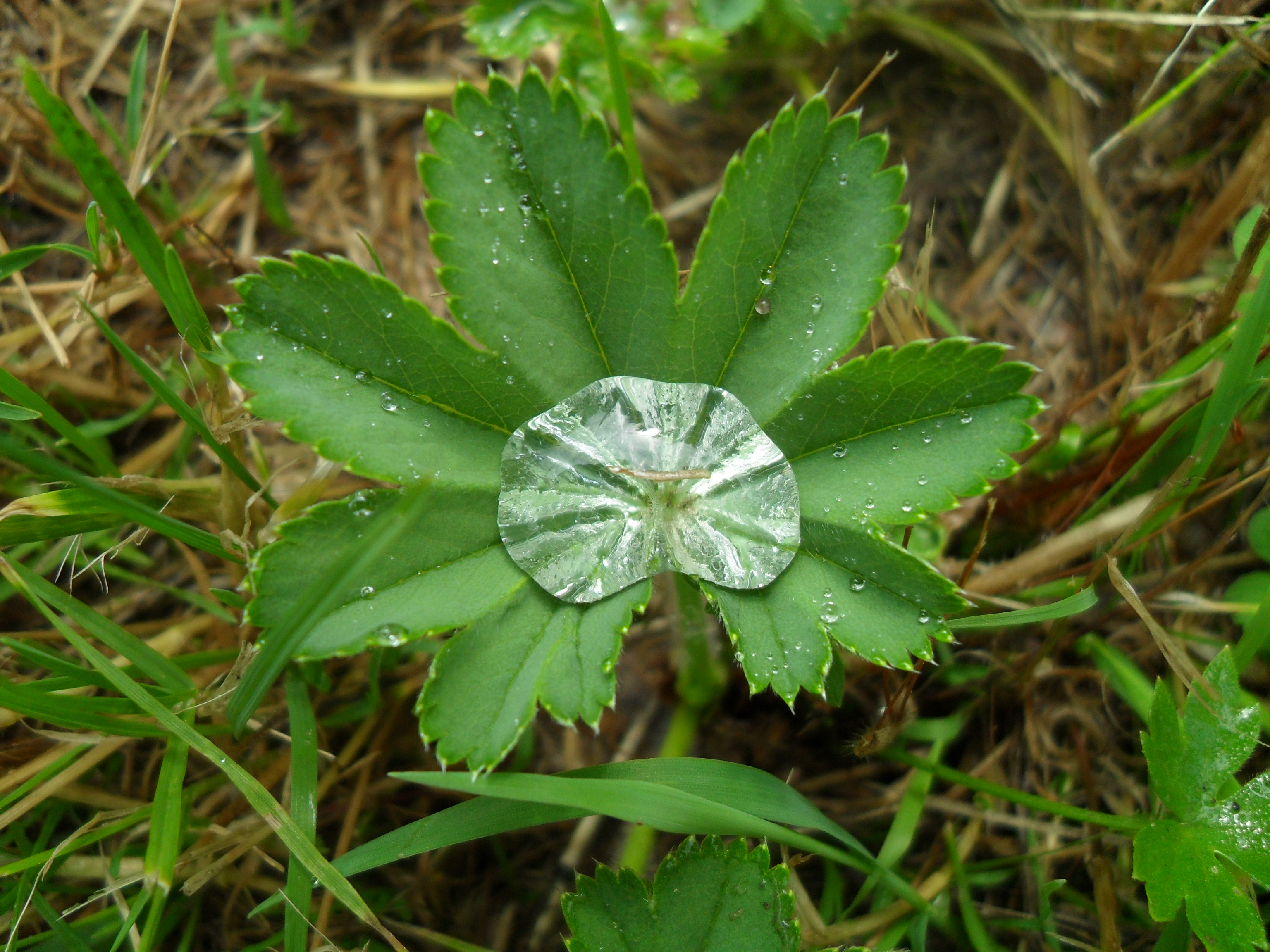
Feuille d’Alchemilla vulgaris digitée en 7 à 9 lobes retenant au centre du limbe une goutte de rosée ou de liquide de guttation recueillie jadis par les alchimistes qui l'appelaient « rosée céleste ».

Ce sont des plantes vivaces à feuilles glabres, duveteuses ou soyeuses, palmatilobées à palmatiséquées, à bord denté. Les fleurs sont petites, sans pétales, jaune verdâtre.

## Biologie
Les Alchémilles sont des plantes dites apomictiques, c'est-à-dire qu'elles sont capables de produire des graines sans fécondation ; les descendants s'apparentant alors à des clones. De ce fait, le genre comporte un grand nombre de lignées clonales formant des micro-espèces, dont la plupart sont délicates à identifier sur le terrain.

## Liste d'espèces
Les ouvrages les plus récents donnent, pour la France, une soixantaine d'espèces reconnaissables sur critères morphologiques, tout en mettant en garde sur l'existence de micro-espèces présentant des différences trop subtiles pour être appréciées en conditions naturelles.
La petite rosacée appelée alchémille des champs (Aphanes arvensis), commune dans presque toute la France, fait exception en appartenant au genre Aphanes.

## Liste des sous-espèces, variétés et espèces
Selon Catalogue of Life (27 septembre 2017) :
- Alchemilla abchasica Buser
- Alchemilla abramovii Czkalov
- Alchemilla abyssinica Fres.
- Alchemilla achtarowii Pawl.
- Alchemilla acrodon S. Fröhner
- Alchemilla acropsila Rothm.
- Alchemilla acrostegia A. Plocek
- Alchemilla acuminatidens Buser
- Alchemilla acutata Buser
- Alchemilla acutidens Buser

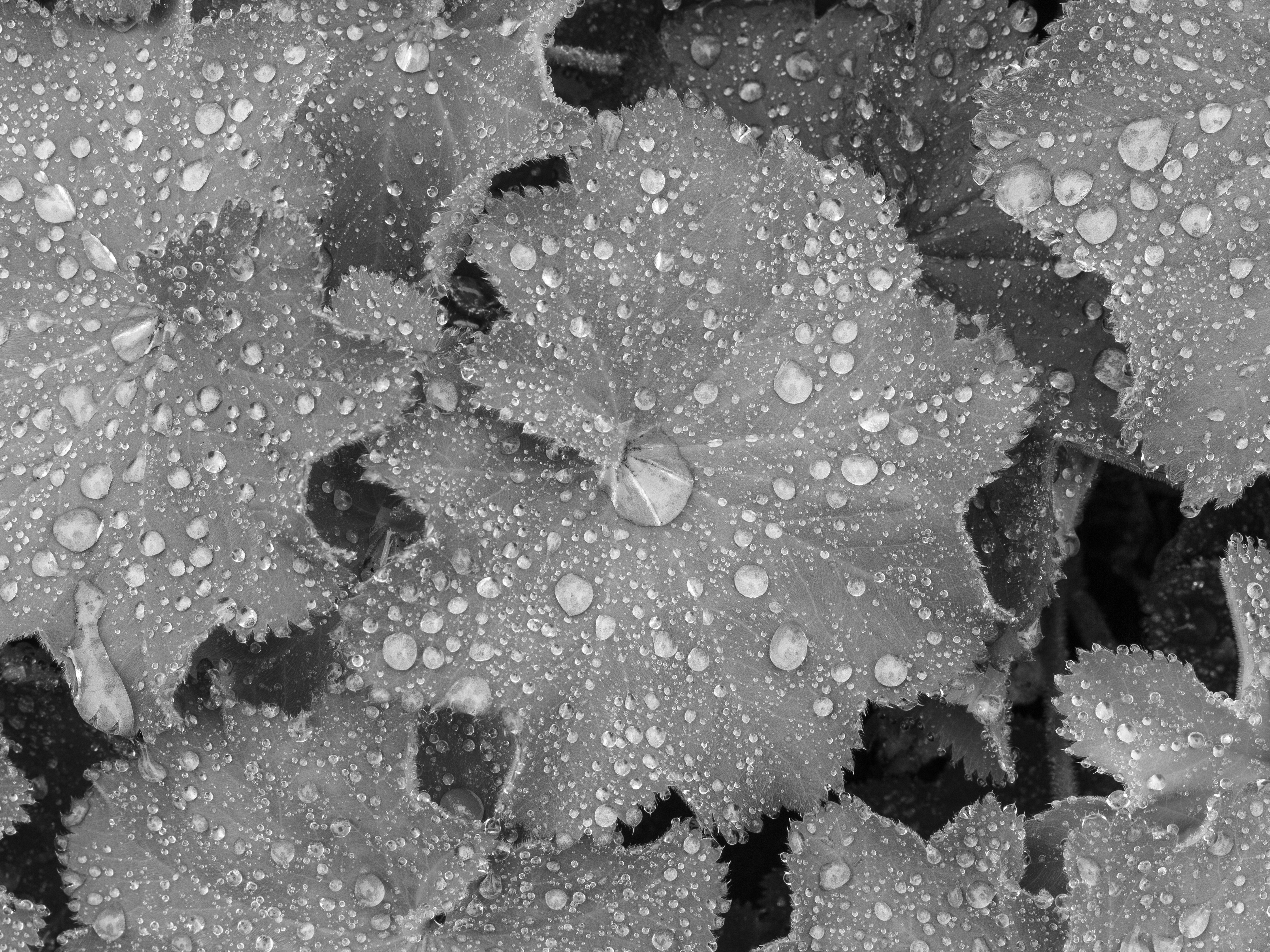
Feuilles d'Alchemilla mollis recouvertes de gouttes de pluie.

- Alchemilla acutiformis S.E. Fröhner
- Alchemilla adelodictya Juz.
- Alchemilla aemula Juz.
- Alchemilla aenostipula Juz.
- Alchemilla aequidens Pawl.
- Alchemilla aggregata Buser
- Alchemilla akdoganica Kalheber
- Alchemilla aksharmae G. Panigrahi & K.M. Purohit
- Alchemilla alba Fröhner
- Alchemilla albanica Rothm.
- Alchemilla albinervia S. Fröhner
- Alchemilla alexandri Juz.
- Alchemilla alneti S.E. Fröhner
- Alchemilla alpigena Hegi
- Alchemilla alpina L.
- Alchemilla alpinula S.E.Fröhner
- Alchemilla altaica Juz.
- Alchemilla amardica Rothm.
- Alchemilla amauroptera A. Plocek
- Alchemilla amblyodes A. Plocek
- Alchemilla amicorum Pawl.
- Alchemilla amoena (Czecz.) Rothm.
- Alchemilla amphiargyrea Buser
- Alchemilla amphibola Buser
- Alchemilla amphipsila Juz.
- Alchemilla anceps A. Plocek
- Alchemilla ancerensis H. Kalheber
- Alchemilla andringitrensis Viguier & De Wild.
- Alchemilla angustata Fröhner
- Alchemilla angustifolia Buser
- Alchemilla angustiserrata S. Fröhner
- Alchemilla animosa A. Plocek
- Alchemilla anisiaca Wettst.
- Alchemilla anisopoda Juz.
- Alchemilla antiropata S. E. Fröhner
- Alchemilla aperta Juz.
- Alchemilla appressipila Juz.
- Alchemilla aranica S. Fröhner
- Alchemilla arcuatiloba Juz.
- Alchemilla argentidens Buser
- Alchemilla argutiserrata H. Lindb. ex Juz.
- Alchemilla argyrophylla Oliver
- Alchemilla armeniaca Rothm.
- Alchemilla aroanica (Buser) Rothm.
- Alchemilla aspera A. Plocek
- Alchemilla asteroantha Rothm.
- Alchemilla atlantica H. Lindb.
- Alchemilla atriuscula S. Fröhner
- Alchemilla atropurpurea S.E. Fröhner
- Alchemilla atrovirens Buser ex Jaquet
- Alchemilla aurata Juz.
- Alchemilla auriculata Juz.
- Alchemilla austroaltaica V.N. Tikhom.
- Alchemilla austroitalica S. Brullo, F. Scelsi & G. Spampinato
- Alchemilla ayazii Kalheber
- Alchemilla ayderensis Kalheber
- Alchemilla babiogorensis Pawl.
- Alchemilla bakeri De Wild.
- Alchemilla bakurianica Sosn.
- Alchemilla baltica Sam. ex Juz.
- Alchemilla bandericensis Pawl.
- Alchemilla barbatiflora Juz.
- Alchemilla basakii Kalheber
- Alchemilla basaltica Buser
- Alchemilla benasquensis S. Fröhner
- Alchemilla bertiscea A. Martincic
- Alchemilla betuletorum Rothm.
- Alchemilla beyazoglui Kalheber
- Alchemilla bicarpellata Rothm.
- Alchemilla bifurcata Hils. & Boj. ex Baill.
- Alchemilla biquadrata Juz.
- Alchemilla biradiata P.N. Ovchinnikov
- Alchemilla bogumilii M. Pawlus
- Alchemilla boleslai Pawl.
- Alchemilla boluensis Menemen & Hamzaoglu
- Alchemilla bolusii De Wild.
- Alchemilla bombycina Rothm.
- Alchemilla bonae S. E. Fröhner
- Alchemilla borderei Buser ex S. Fröhner
- Alchemilla borealis Sam. ex Juz.
- Alchemilla bornmuelleri Rothm.
- Alchemilla brachetiana Buser
- Alchemilla brachyclada Buser
- Alchemilla brachycodon A. Plocek
- Alchemilla braun-blanquetii Pawl.
- Alchemilla brevidens Juz.
- Alchemilla breviloba H. Lindb.
- Alchemilla brevituba Juz.
- Alchemilla brummittii K.M. Purohit & G. Panigrahi
- Alchemilla bucovinensis N.N. Sytschak
- Alchemilla bulgarica Rothm.
- Alchemilla bungei Juz.
- Alchemilla burgensis S. Fröhner
- Alchemilla bursensis B. Pawl.
- Alchemilla buschii Juz.
- Alchemilla buseri Maillefer
- Alchemilla buseriana Rothm.
- Alchemilla cadinensis Aymerich & L.Sáez
- Alchemilla calviflora A. Plocek
- Alchemilla calvifolia Juz.
- Alchemilla calviformis P.N. Ovchinnikov
- Alchemilla calvipes Juz.
- Alchemilla camptopoda Juz.
- Alchemilla canifolia S. E. Fröhner
- Alchemilla capensis Thunb.
- Alchemilla capillacea Juz.
- Alchemilla carinthiaca S. E. Fröhner
- Alchemilla carniolica (Paulin) Fritsch
- Alchemilla cartalinica Juz.
- Alchemilla cartilaginea Rothm.
- Alchemilla cashmeriana Rothm.
- Alchemilla catachnoa Rothm.
- Alchemilla catalaunica Rothm.
- Alchemilla cataractarum S. Fröhner
- Alchemilla caucasica Buser
- Alchemilla cavillieri (Burnat) Pignatti
- Alchemilla cecilii G. Panigrahi & K.M. Purohit
- Alchemilla ceroniana Buser
- Alchemilla chalarodesma A. Plocek
- Alchemilla changaica V.N. Tikhomirov
- Alchemilla charbonnelliana Buser
- Alchemilla cheirochlora Juz.
- Alchemilla chevalieri De Wild.
- Alchemilla chilitricha A. Plocek
- Alchemilla chionophila Juz.
- Alchemilla chirophylla Buser
- Alchemilla chlorosericea (Bus.) Juz.
- Alchemilla chthamalea Rothm.
- Alchemilla cimilensis H. Kalheber
- Alchemilla ciminensis B. Pawl.
- Alchemilla cinerea Buser
- Alchemilla circassica Juz.
- Alchemilla circularis Juz.
- Alchemilla circumdentata Juz.
- Alchemilla citrina Fröhner
- Alchemilla colorata Buser
- Alchemilla colura O.M. Hilliard
- Alchemilla commixta Juz.
- Alchemilla compactilis Juz.
- Alchemilla compta Buser
- Alchemilla condensa Fröhner
- Alchemilla confertula Juz.
- Alchemilla conglobata H. Lindb.
- Alchemilla conjuncta Bab.
- Alchemilla connivens Buser
- Alchemilla consobrina Juz.
- Alchemilla contractilis (Plocek) S. Fröhner
- Alchemilla controversa Buser
- Alchemilla corcontica A. Plocek
- Alchemilla coriacea Buser
- Alchemilla coruscans Buser
- Alchemilla crassa (Plocek) A. Plocek
- Alchemilla crassicaulis Juz.
- Alchemilla crebridens Juz.
- Alchemilla crenulata S. Fröhner
- Alchemilla crinita Buser
- Alchemilla croatica Gand.
- Alchemilla cryptantha Steud. ex A. Rich.
- Alchemilla cunctatrix Juz.
- Alchemilla cuneata Gaud.
- Alchemilla curaica Juz.
- Alchemilla curta S. Fröhner
- Alchemilla curtiloba Buser ex Jacquet
- Alchemilla curtischista A. Plocek
- Alchemilla curvidens Juz.
- Alchemilla cuspidens Buser
- Alchemilla cymatophylla Juz.
- Alchemilla cyrtopleura Juz.
- Alchemilla czamsinensis V. N. Tikhomirov
- Alchemilla czaryschensis Czkalov
- Alchemilla czywczynensis Pawl.
- Alchemilla dagestanica Juz.
- Alchemilla damianicensis Pawl.
- Alchemilla dasyclada Juz.
- Alchemilla dasycrater Juz.
- Alchemilla debilis Juz.
- Alchemilla decalvans Juz.
- Alchemilla decumbens Buser
- Alchemilla decurrens A. Plocek
- Alchemilla delitescens A. Plocek
- Alchemilla delphinensis Buser
- Alchemilla demissa Buser
- Alchemilla denticulata Juz.
- Alchemilla depexa Juz.
- Alchemilla devestiens Juz.
- Alchemilla dewildemanii T. C. E. Fries
- Alchemilla deylii Plocek ex J. Soják
- Alchemilla diademata Rothm.
- Alchemilla diglossa Juz.
- Alchemilla diluta S.E. Fröhner
- Alchemilla divaricans Buser
- Alchemilla diversiloba Buser
- Alchemilla diversipes Juz.
- Alchemilla dolichotoma A. Plocek
- Alchemilla dombaica Juz.
- Alchemilla dostalii A. Plocek
- Alchemilla dura Buser
- Alchemilla duthieana G. Panigrahi & K.M. Purohit
- Alchemilla dzhavakhetica Juz.
- Alchemilla echinogloba A. Plocek
- Alchemilla effusa Buser
- Alchemilla elata Buser
- Alchemilla elevitensis H. Kalheber
- Alchemilla elgonensis Mildbr.
- Alchemilla elisabethae Juz.
- Alchemilla ellenbeckii Engl.
- Alchemilla ellenbergiana Rothm.
- Alchemilla elongata Eckl. & Zeyh.
- Alchemilla epidasys Rothm.
- Alchemilla epipsila Juz.
- Alchemilla erectilis Juz.
- Alchemilla erythropoda Juz.
- Alchemilla erythropodoides Pawl.
- Alchemilla erzicanensis B. Pawl.
- Alchemilla espotensis S.E. Fröhner
- Alchemilla eugenii Pawl.
- Alchemilla eurystoma S. E. Fröhner
- Alchemilla exaperta A. Plocek
- Alchemilla exigua Buser ex Paulin
- Alchemilla exilis Juz.
- Alchemilla exsanguis Juz.
- Alchemilla exsculpta Juz.
- Alchemilla exuens Juz.
- Alchemilla exul Juz.
- Alchemilla faeroensis (Lange) Buser
- Alchemilla fageti S. E. Fröhner
- Alchemilla fallax Buser ex M. Besse
- Alchemilla farinosa Fröhner
- Alchemilla federiciana Fröhner
- Alchemilla filicaulis Buser
- Alchemilla firma Buser
- Alchemilla fischeri Engl.
- Alchemilla fissa Günther & Schummel
- Alchemilla fissimima Buser
- Alchemilla flabellata Buser
- Alchemilla flaccescens Bus. ex Rothm.
- Alchemilla flaccida sensu Fröhner
- Alchemilla flavicoma Buser ex Schröter
- Alchemilla flavovirens Buser
- Alchemilla flexicaulis Buser ex C. DC.
- Alchemilla florulenta Buser
- Alchemilla fluminea Fröhner
- Alchemilla fokinii Juz.
- Alchemilla font-queri Rothm.
- Alchemilla fontinalis Juz.
- Alchemilla frigens Buser ex Jaquet
- Alchemilla frondosa Juz.
- Alchemilla frost-olsenii S. Fröhner
- Alchemilla fulgens Buser
- Alchemilla fulgida S. Fröhner
- Alchemilla fusoidea A. Plocek
- Alchemilla gaillardiana Buser ex Jacquet
- Alchemilla galkinae S. Fröhner
- Alchemilla galpinii Hauman & Balle
- Alchemilla gemmia Buser
- Alchemilla georgica Juz.
- Alchemilla gibberulosa H. Lindb.
- Alchemilla giewontica Pawl.
- Alchemilla gigantodus Fröhner
- Alchemilla gilgitensis K.M. Purohit & G. Panigrahi
- Alchemilla gingolphiana S. Fröhner
- Alchemilla glabra Neygenf.
- Alchemilla glabricaulis H. Lindb.
- Alchemilla glabriformis Juz.
- Alchemilla glacialis Buser
- Alchemilla glaucescens Wallr.
- Alchemilla glomerulans Buser
- Alchemilla glyphodonta Juz.
- Alchemilla goloskokovii Juz.
- Alchemilla gorcensis Pawl.
- Alchemilla gorodkovii Juz.
- Alchemilla gourzae Ibn Tattou
- Alchemilla grandiceps A. Plocek
- Alchemilla grandidens Juz.
- Alchemilla grenieri J. Guillot
- Alchemilla grossheimii Juz.
- Alchemilla grossidens Buser
- Alchemilla gruneica A. Plocek
- Alchemilla gubanovii V.N. Tikhomirov
- Alchemilla gymnopoda A. Plocek
- Alchemilla hadacii S. Fröhner
- Alchemilla hageniae T. C. E. Fries
- Alchemilla hamzaoglui Yild.
- Alchemilla harae K.M. Purohit & G. Panigrahi
- Alchemilla haraldii Juz.
- Alchemilla haumannii Rothm.
- Alchemilla hayirlioglorum Kalheber
- Alchemilla hebescens Juz.
- Alchemilla helenae Juz.
- Alchemilla helgurdica S. Fröhner
- Alchemilla helvetica Brügger
- Alchemilla hemicycla Juz.
- Alchemilla hemsinica H. Kalheber
- Alchemilla hendrickxii Hauman & Balle
- Alchemilla heptagona Juz.
- Alchemilla hessii Rothm.
- Alchemilla heterophylla Rothm.
- Alchemilla heteropoda Buser
- Alchemilla heteroschista Juz.
- Alchemilla heterotricha Rothm.
- Alchemilla hians Juz.
- Alchemilla hildebrandtii Engl.
- Alchemilla hirsuticaulis H. Lindb.
- Alchemilla hirsutiflora (Buser) Rothm.
- Alchemilla hirsutissima Juz.
- Alchemilla hirsuto-petiolata (De Wild.) Rothm.
- Alchemilla hirtipedicellata Juz.
- Alchemilla hirtipes Buser
- Alchemilla hispanica S. Fröhner
- Alchemilla hissarica P.N. Ovchinnikov & T.F. Kochkareva
- Alchemilla holocycla Rothm.
- Alchemilla holotricha Juz.
- Alchemilla homoeophylla Juz.
- Alchemilla hoppeana (Rchb.) Buser
- Alchemilla hoppeaniformis S. Fröhner
- Alchemilla hoverlensis M. Pavlyus & O.L. Lovelius
- Alchemilla humilicaulis Juz.
- Alchemilla hyperborea Juz.
- Alchemilla hypercycla S. Fröhner
- Alchemilla hyperptycha A. Plocek
- Alchemilla hypochlora Juz.
- Alchemilla hypotricha Juz.
- Alchemilla hyrcana (Bus.) Juz.
- Alchemilla ikizdereensis H. Kalheber
- Alchemilla ilerdensis S.E. Fröhner
- Alchemilla imberbis Juz.
- Alchemilla impedicellata S. Fröhner
- Alchemilla impexa Buser
- Alchemilla impolita Juz.
- Alchemilla incisa Buser
- Alchemilla inconcinna Buser
- Alchemilla incurvata Gand.
- Alchemilla indica Gardn.
- Alchemilla indivisa (Buser) Rothm.
- Alchemilla indurata Juz.
- Alchemilla infravalesiaca (Buser) Rothm.
- Alchemilla iniquiformis S. Fröhner
- Alchemilla insignis Juz.
- Alchemilla integribasis Juz.
- Alchemilla inversa Juz.
- Alchemilla iratiana S. Fröhner
- Alchemilla iremelica Juz.
- Alchemilla ischnocarpa S. Fröhner
- Alchemilla isfarensis P.N. Ovchinnikov & T.F. Kochkareva
- Alchemilla isodonta A. Plocek
- Alchemilla ivonis Pawl.
- Alchemilla jailae Juz.
- Alchemilla japonica Nakai & Hara
- Alchemilla jaquetiana Buser
- Alchemilla jaroschenkoi Grossheim
- Alchemilla jasiewiczii Pawl.
- Alchemilla johnstonii Oliver
- Alchemilla jugensis (Buser) Maillefer
- Alchemilla jumrukczalica Pawl.
- Alchemilla kackarensis H. Kalheber
- Alchemilla kemlensis Czkalov
- Alchemilla kerneri Rothm.
- Alchemilla kishangangensis G. Panigrahi & K.M. Purohit
- Alchemilla kiwuensis Engl.
- Alchemilla kolaensis Juz.
- Alchemilla kornasiana Pawl.
- Alchemilla kosiarensis A. Plocek
- Alchemilla kozlovskyi Juz.
- Alchemilla krassovskiana Czkalov
- Alchemilla krylovii Juz.
- Alchemilla kulczynskii Pawl.
- Alchemilla kungwatanensis K.M. Purohit & G. Panigrahi
- Alchemilla kurdica Rothm. ex Bornm.
- Alchemilla kvarkushensis Juz.
- Alchemilla ladislai Pawl.
- Alchemilla laeta Juz.
- Alchemilla laeticolor Juz.
- Alchemilla laevipes A. Plocek
- Alchemilla lainzii S. Fröhner
- Alchemilla languescens Juz.
- Alchemilla languida Buser
- Alchemilla lanuginosa Rothm.
- Alchemilla lapeyrousii Buser
- Alchemilla lasenii S. E. Fröhner
- Alchemilla laxa A. Plocek
- Alchemilla laxescens Czkalov
- Alchemilla ledebourii Juz.
- Alchemilla legionensis S. Fröhner
- Alchemilla leiophylla Juz.
- Alchemilla leptoclada Buser
- Alchemilla lessingiana Juz.
- Alchemilla leutei Fröhner
- Alchemilla lindbergiana Juz.
- Alchemilla lineata Buser
- Alchemilla lipschitzii Juz.
- Alchemilla lithophila Juz.
- Alchemilla litwinowii Juz.
- Alchemilla longana Buser
- Alchemilla longidens A. Plocek
- Alchemilla longinodis (Buser) Maillefer
- Alchemilla longipes Juz.
- Alchemilla longituba S. Fröhner
- Alchemilla longiuscula Buser
- Alchemilla lorata A. Plocek
- Alchemilla loxotropa A. Plocek
- Alchemilla lucida Buser
- Alchemilla ludovitiana A. Plocek
- Alchemilla lunaria S. Fröhner
- Alchemilla lydiae Zam.
- Alchemilla macrescens Juz.
- Alchemilla macrochira S. Fröhner
- Alchemilla macroclada Juz.
- Alchemilla madurensis (Rothm.) G. Panigrahi & K.M. Purohit
- Alchemilla malimontana Juz.
- Alchemilla malyi K. Malý
- Alchemilla mantoniae G. Panigrahi & K.M. Purohit
- Alchemilla maradykovensis Czkalov
- Alchemilla marginata A. Plocek
- Alchemilla marsica Buser
- Alchemilla martinii S.E.Fröhner
- Alchemilla mastodonta Juz.
- Alchemilla matreiensis S. Fröhner
- Alchemilla maureri S. Fröhner
- Alchemilla megalodonta A. Plocek
- Alchemilla melancholica Fröhner
- Alchemilla melanoscytos S. Fröhner
- Alchemilla micans Buser
- Alchemilla michelsonii Juz.
- Alchemilla microbetula T. C. E. Fries
- Alchemilla microcephala S. Fröhner
- Alchemilla microdictya Juz.
- Alchemilla microdonta Juz.
- Alchemilla microscopica Fröhner
- Alchemilla microsphaerica Fröhner
- Alchemilla mininzonii Czkalov
- Alchemilla minusculiflora Buser
- Alchemilla minutidens Buser
- Alchemilla mollifolia A. Plocek & J. Zlinská
- Alchemilla mollis (Buser) Rothm.
- Alchemilla moncophila A. Plocek
- Alchemilla montenegrina A. Plocek
- Alchemilla monticola Opiz
- Alchemilla montserratii S.E. Fröhner
- Alchemilla multidens Buser
- Alchemilla multiloba A. Plocek
- Alchemilla murbeckiana Buser
- Alchemilla murisserica Maillefer
- Alchemilla mystrostigma S. Fröhner
- Alchemilla nafarroana S.E. Fröhner
- Alchemilla natalensis Engl.
- Alchemilla nemoralis Alechin
- Alchemilla nicolsonii K.M. Purohit & G. Panigrahi
- Alchemilla nietofelineri S. Fröhner
- Alchemilla niltarensis K.M. Purohit & G. Panigrahi
- Alchemilla niphogeton Buser ex Pampan.
- Alchemilla nitida Buser
- Alchemilla norica Fröhner
- Alchemilla nudans S.E. Fröhner
- Alchemilla nydeggeriana S. E. Fröhner
- Alchemilla obconiciflora Juz.
- Alchemilla obesa A. Plocek
- Alchemilla obscura Buser
- Alchemilla obsoleta Fröhner
- Alchemilla obtegens Juz.
- Alchemilla obtusa Buser
- Alchemilla obtusiformis Alechin
- Alchemilla oculimarina Pawl.
- Alchemilla oirotica Czkalov
- Alchemilla oligantha Juz.
- Alchemilla oligotricha Juz.
- Alchemilla omalophylla Juz.
- Alchemilla opaca Buser
- Alchemilla ophioreina Juz.
- Alchemilla orbicans Juz.
- Alchemilla orduensis B. Pawl.
- Alchemilla oriturcica B. Pawl.
- Alchemilla orthotricha Rothm.
- Alchemilla oscensis S. Fröhner
- Alchemilla othmarii Buser
- Alchemilla ovitensis Menemen & Hamzaoglu
- Alchemilla oxyodonta (Buser) C. G. Westerlund
- Alchemilla oxysepala Juz.
- Alchemilla ozana S. Fröhner
- Alchemilla pachyphylla Juz.
- Alchemilla paeneglabra Juz.
- Alchemilla paicheana (Buser) Rothm.
- Alchemilla palii G. Panigrahi & K.M. Purohit
- Alchemilla pallens Buser
- Alchemilla pampaniniana Buser ex Pampan.
- Alchemilla panigrahiana K.M. Purohit
- Alchemilla paracompactilis Ponert
- Alchemilla parijae G. Panigrahi & K.M. Purohit
- Alchemilla pascualis Juz.
- Alchemilla patens A. Plocek
- Alchemilla paupercula S.E. Fröhner
- Alchemilla pavlovii Juz.
- Alchemilla pawlowskii Asenov
- Alchemilla pectiniloba Fröhner
- Alchemilla pedata Hochst. ex A. Rich.
- Alchemilla pentaphyllea L.
- Alchemilla pentaphylloides Buser
- Alchemilla perglabra Alechin
- Alchemilla peristerica Pawl.
- Alchemilla perrieri De Wild.
- Alchemilla persica Rothm.
- Alchemilla perspicua S. Fröhner
- Alchemilla petiolulans Buser
- Alchemilla petraea Buser ex Maillefer
- Alchemilla phalacropoda Juz.
- Alchemilla phegophila Juz.
- Alchemilla philonotis S. Fröhner
- Alchemilla pilosiplica Juz.
- Alchemilla pinguis Juz.
- Alchemilla pirinica Pawl.
- Alchemilla platygyria Fröhner
- Alchemilla plicata Buser
- Alchemilla plicatissima Fröhner
- Alchemilla plicatula Gand.
- Alchemilla plocekii K.M. Purohit & G. Panigrahi
- Alchemilla pogonophora Juz.
- Alchemilla polatschekiana S. Fröhner
- Alchemilla polemochora S. Fröhner
- Alchemilla polessica Tretjakov
- Alchemilla polita S. Fröhner
- Alchemilla polychroma S. Fröhner
- Alchemilla porrectidens Juz.
- Alchemilla prasina Juz.
- Alchemilla procerrima Fröhner
- Alchemilla propinqua H. Lindb. ex Juz.
- Alchemilla pseudincisa Pawl.
- Alchemilla pseudobungeana Czkalov
- Alchemilla pseudocalycina Juz.
- Alchemilla pseudocartalinica Juz.
- Alchemilla pseudodecumbens Hügin & S.E.Fröhner
- Alchemilla pseudothmarii Pawl.
- Alchemilla psilocaula Juz.
- Alchemilla psilomischa Rothm.
- Alchemilla psiloneura Juz.
- Alchemilla psilopodia Buser ex Hügin & S.E.Fröhner
- Alchemilla ptychomnoa Rothm.
- Alchemilla purpurascens Juz.
- Alchemilla pustynensis Czkalov
- Alchemilla pycnantha Juz.
- Alchemilla pycnoloba Juz.
- Alchemilla pycnotricha Juz.
- Alchemilla racemulosa Buser
- Alchemilla raddeana (Bus.) Juz.
- Alchemilla radiisecta Buser
- Alchemilla rehmannii Engl.
- Alchemilla reniformis Buser
- Alchemilla retinerviformis Juz.
- Alchemilla retinervis Buser
- Alchemilla retropilosa Juz.
- Alchemilla reversantha A. Plocek
- Alchemilla rhiphaea Juz.
- Alchemilla rhodobasis A. Plocek
- Alchemilla rhodocycla A. Plocek
- Alchemilla rhododendrophila Buser
- Alchemilla riloensis Ronniger
- Alchemilla rivularis Ponert
- Alchemilla rizensis B. Pawl.
- Alchemilla roccatii Cortesi
- Alchemilla rothmaleri G. Panigrahi & K.M. Purohit
- Alchemilla rubens Juz.
- Alchemilla rubidula A. Plocek
- Alchemilla rubricaulis Juz.
- Alchemilla rubristipula Buser
- Alchemilla rugulosa S. Fröhner
- Alchemilla rutenbergii O. Hoffm.
- Alchemilla sabauda Buser
- Alchemilla saliceti S.E.Fröhner
- Alchemilla samantaraii K.M. Purohit & G. Panigrahi
- Alchemilla samuelssonii Rothm. ex Fröhner
- Alchemilla sanguinolenta Juz.
- Alchemilla santanderiensis S. Fröhner
- Alchemilla sarmatica Juz.
- Alchemilla sarojiniae K.M. Purohit & G. Panigrahi
- Alchemilla sauri Juz.
- Alchemilla saxatilis Buser
- Alchemilla saxetana Buser
- Alchemilla scalaris Juz.
- Alchemilla schischkinii Juz.
- Alchemilla schistophylla Juz.
- Alchemilla schizophylla Baker
- Alchemilla schlechteriana Rothm.
- Alchemilla schmakovii Czkalov
- Alchemilla schmidelyana Buser.
- Alchemilla sciadiophylla Rothm.
- Alchemilla sedelmeyeriana Juz.
- Alchemilla sejuncta A. Plocek
- Alchemilla semidivisa Ericsson
- Alchemilla semihirta Buser ex Jacquet
- Alchemilla semilunaris Alechin
- Alchemilla semisecta Buser
- Alchemilla semispoliata Juz.
- Alchemilla serbica (Paulin) Pawl.
- Alchemilla sergii Tikhomirov
- Alchemilla sericata Reichenb.
- Alchemilla sericea Willd.
- Alchemilla sericoneura Buser
- Alchemilla sericoneuroides Pawl.
- Alchemilla serratisaxatilis S. Fröhner
- Alchemilla sevangensis Juz.
- Alchemilla sibirica Zamels
- Alchemilla sibthorpioides (Hook. fil.) G. Panigrahi & K.M. Purohit
- Alchemilla sierrae A.M. Romo
- Alchemilla sintenisii Rothm.
- Alchemilla sinuata Buser
- Alchemilla sirjaevii A. Plocek
- Alchemilla smaragdina A. Plocek
- Alchemilla smirnovii Juz.
- Alchemilla smytniensis Pawl.
- Alchemilla snarskisii S.K. Cherepanov
- Alchemilla sojakii A. Plocek
- Alchemilla sokolowskii Pawl.
- Alchemilla spathulata S. Fröhner
- Alchemilla speciosa Buser
- Alchemilla spectabilior S. Fröhner
- Alchemilla splendens Christ ex Favrat
- Alchemilla squarrosula Buser
- Alchemilla stanislaae Pawl.
- Alchemilla stellaris Juz.
- Alchemilla stellulata Juz.
- Alchemilla stenantha Juz.
- Alchemilla stenoleuca A. Plocek
- Alchemilla stevenii Buser
- Alchemilla stichotricha Juz.
- Alchemilla stiriaca Fröhner
- Alchemilla straminea Buser
- Alchemilla stricta Rothm.
- Alchemilla strictissima Juz.
- Alchemilla strigosula Buser ex C. DC.
- Alchemilla stuhlmannii Engl.
- Alchemilla suavis Plocek
- Alchemilla subalpina S. Fröhner
- Alchemilla subcrenata Buser
- Alchemilla subcrenatiformis Juz.
- Alchemilla subcrispata Juz.
- Alchemilla suberectipila Juz.
- Alchemilla subglobosa C. G. Westerlund
- Alchemilla sublessingiana Juz.
- Alchemilla subnivalis E. G. Baker
- Alchemilla subsericea Reuter
- Alchemilla subsessilis A. Plocek
- Alchemilla subsplendens Buser
- Alchemilla substrigosa Juz. apud Majewski
- Alchemilla sukaczevii V.N. Tikhomirov
- Alchemilla superata A. Plocek
- Alchemilla supina Juz.
- Alchemilla surculosa Fröhner
- Alchemilla szaferi Pawl.
- Alchemilla tacikii A. Plocek
- Alchemilla taernaensis Hyl. ex S. Ericsson & S. Hellqvist
- Alchemilla tamarae Juz.
- Alchemilla taurica (Buser) Juz.
- Alchemilla tenerifolia S. Fröhner
- Alchemilla tenerrima S. Fröhner
- Alchemilla tenuis Buser
- Alchemilla thaumasia A. Plocek
- Alchemilla tianschanica Juz.
- Alchemilla tichomirovii Czkalov
- Alchemilla tirolensis Buser ex Dalla Torre & Sarnth.
- Alchemilla tiryalensis B. Pawl.
- Alchemilla trabzonica S. Hayirlioglu-Ayaz & O. Beyazoglu
- Alchemilla transcaucasica Rothm.
- Alchemilla transiens (Buser) Buser
- Alchemilla transiliensis Juz.
- Alchemilla transpolaris Juz.
- Alchemilla tredecimloba Buser
- Alchemilla trichocrater Juz.
- Alchemilla triphylla Rothm.
- Alchemilla trollii Rothm.
- Alchemilla trullata Buser
- Alchemilla trunciloba Buser
- Alchemilla tubulosa Juz.
- Alchemilla turkulensis Pawl.
- Alchemilla turuchanica Juz.
- Alchemilla tytthantha Juz.
- Alchemilla tzvelevii Czkalov
- Alchemilla undulata Buser
- Alchemilla uralensis A.V. Galanin
- Alchemilla urceolata Juz.
- Alchemilla vaccariana Buser
- Alchemilla valdehirsuta Buser
- Alchemilla vallesiaca Rothm.
- Alchemilla velebitica (Janch.) Degen
- Alchemilla venosa Juz.
- Alchemilla venosula Buser
- Alchemilla ventiana V.N. Tichomirov
- Alchemilla verae P.N. Ovchinnikov & T.F. Kochkareva
- Alchemilla veronicae Juz.
- Alchemilla versipila Buser
- Alchemilla versipiloides Pawl.
- Alchemilla vestita (Buser) Raunk.
- Alchemilla vetteri Buser
- Alchemilla viguieri De Wild.
- Alchemilla villarii S.E. Fröhner
- Alchemilla villosa Jungh.
- Alchemilla vinacea Juz.
- Alchemilla vincekii A. Plocek
- Alchemilla virginea A. Plocek
- Alchemilla viridiflora Rothm.
- Alchemilla viridifolia Snarskis
- Alchemilla vizcayensis S. Fröhner
- Alchemilla volkensii Engl.
- Alchemilla vorotnikovii Czkalov
- Alchemilla vranicensis Pawl.
- Alchemilla vulgaris L.
- Alchemilla walasii Pawl.
- Alchemilla wallischii Pawl.
- Alchemilla waltersii K.M. Purohit & G. Panigrahi
- Alchemilla weberi S.E.Fröhner
- Alchemilla westermaieri Jacquet
- Alchemilla wichurae (Buser) Stefansson
- Alchemilla wischniewskii Rothm.
- Alchemilla woodii Kuntze
- Alchemilla xanthochlora Rothm.
- Alchemilla ypsilotoma Rothm.
- Alchemilla zapalowiczii Pawl.
- Alchemilla ziganadagensis B. Pawl
- Alchemilla zimoenkensis Czkalov
- Alchemilla zmudae Pawl.

Selon GRIN (27 septembre 2017) :
- Alchemilla alpina L.
- Alchemilla arvensis (L.) Scop. - Alchémille des champs
- Alchemilla conjuncta Bab.
- Alchemilla filicaulis Buser
- Alchemilla glabra Neygenf.
- Alchemilla gracilipes Engl.
- Alchemilla mollis (Buser) Rothm.
- Alchemilla orbiculata Ruiz & Pav.
- Alchemilla sericata Rchb.
- Alchemilla splendens Christ ex Favrat
- Alchemilla xanthochlora Rothm.

Selon ITIS (27 septembre 2017) :
- Alchemilla alpina L.
- Alchemilla filicaulis Buser
- Alchemilla glabra Neygenf.
- Alchemilla glaucescens Wallr.
- Alchemilla glomerulans Buser
- Alchemilla gracilis Opiz
- Alchemilla lapeyrousei Buser
- Alchemilla mollis (Buser) Rothm.
- Alchemilla monticola Opiz
- Alchemilla sericata Rchb.
- Alchemilla subcrenata Buser
- Alchemilla venosa Juz.
- Alchemilla venosula Buser
- Alchemilla wichurae (Buser) Stefansson
- Alchemilla xanthochlora Rothm.

Selon NCBI (27 septembre 2017) :
- Alchemilla abyssinica
- Alchemilla acutiloba
- Alchemilla alpina
- Alchemilla andringitrensis
- Alchemilla angustata
- Alchemilla aphanoides
- Alchemilla aranica
- Alchemilla argyrophylla
- Alchemilla arvensis - Alchémille des champs
- Alchemilla atriuscula
- Alchemilla bicarpellata
- Alchemilla bolusii
- Alchemilla capensis
- Alchemilla catochnoa
- Alchemilla charbonneliana
- Alchemilla colorata
- Alchemilla colura
- Alchemilla conjuncta
- Alchemilla coriacea
- Alchemilla crinita
- Alchemilla cryptantha
- Alchemilla decumbens
- Alchemilla dewildemanii
- Alchemilla diplophylla
- Alchemilla elgonensis
- Alchemilla ellenbeckii
- Alchemilla elongata
- Alchemilla epipsila
- Alchemilla erythropoda
- Alchemilla exigua
- Alchemilla faeroensis
- Alchemilla fallax
- Alchemilla filicaulis
- Alchemilla fischeri
  - sous-espèce Alchemilla fischeri subsp. camerunensis
- Alchemilla fissa
- Alchemilla flabellata
- Alchemilla fulvescens
- Alchemilla galioides
- Alchemilla glabra
- Alchemilla glacialis
- Alchemilla glaucescens
- Alchemilla glomerulans
- Alchemilla gracilipes
- Alchemilla granvikii
- Alchemilla grenieri
- Alchemilla hageniae
- Alchemilla haumanii
- Alchemilla heptagona
- Alchemilla hildebrandtii
- Alchemilla hirta
- Alchemilla hispanica
- Alchemilla hispidula
- Alchemilla holosericea
- Alchemilla ilerdensis
- Alchemilla incisa
- Alchemilla indivisa
- Alchemilla jamesonii
- Alchemilla japonica
- Alchemilla johnstonii
- Alchemilla kiwuensis
- Alchemilla lapeyrousii
- Alchemilla longana
- Alchemilla mandoniana
- Alchemilla micans
- Alchemilla microbetula
- Alchemilla microcarpa
- Alchemilla minor
- Alchemilla mollis
- Alchemilla monticola
- Alchemilla montserratii
- Alchemilla nitida
- Alchemilla nivalis
- Alchemilla ocreata
- Alchemilla orbiculata
- Alchemilla oscensis
- Alchemilla pectinata
- Alchemilla pedata
- Alchemilla pentaphyllea
- Alchemilla pinnata
- Alchemilla plicata
- Alchemilla polylepis
- Alchemilla procumbens
  - variété Alchemilla procumbens var. andina
- Alchemilla retinervis
- Alchemilla rivulorum
- Alchemilla roccatii
- Alchemilla rothii
- Alchemilla rupestris
- Alchemilla rutenbergii
- Alchemilla sarmatica
- Alchemilla saxatilis
- Alchemilla schizophylla
- Alchemilla schmidelyana
- Alchemilla splendens
- Alchemilla sprucei
- Alchemilla stuhlmannii
- Alchemilla subcrenata
- Alchemilla subnivalis
- Alchemilla subsericea
- Alchemilla tanacetifolia
- Alchemilla tenerifolia
- Alchemilla tenuis
- Alchemilla transiens
- Alchemilla triphylla
- Alchemilla verticillata
- Alchemilla vetteri
- Alchemilla volkensii
- Alchemilla vulcanica
- Alchemilla vulgaris
- Alchemilla wichurae
- Alchemilla woodii
- Alchemilla xanthochlora

Selon The Plant List (27 septembre 2017) :
- Alchemilla abchasica Buser
- Alchemilla achtarowii Pawl>l.
- Alchemilla acrodon S.E.Fr”hner
- Alchemilla acropsila Rothm.
- Alchemilla acrostegia Plocek
- Alchemilla acuminatidens Buser
- Alchemilla acutata Buser
- Alchemilla acutidens Buser
- Alchemilla acutiformis S.E.Fr”hner
- Alchemilla acutiloba Opiz
- Alchemilla adelodictya Juz.
- Alchemilla aemula Juz.
- Alchemilla aenostipula Juz.
- Alchemilla aequidens Pawl>l.
- Alchemilla aggregata Buser
- Alchemilla alba S.E.Fr”hner
- Alchemilla albanica Rothm.
- Alchemilla albinervia S.E.Fr”hner
- Alchemilla alexandri Juz.
- Alchemilla alneti S.E.Fr”hner
- Alchemilla alpigena Buser
- Alchemilla alpina L.
- Alchemilla altaica Juz.
- Alchemilla amauroptera Plocek
- Alchemilla amblyodes Plocek
- Alchemilla amicorum Pawl>l.
- Alchemilla amphiargyrea Buser
- Alchemilla amphibola Buser
- Alchemilla amphipsila Juz.
- Alchemilla amphisericea Buser
- Alchemilla anceps Plocek
- Alchemilla angustata S.E.Fr”hner
- Alchemilla angustiserrata S.E.Fr”hner
- Alchemilla animosa Plocek
- Alchemilla anisiaca Wettst.
- Alchemilla anisopoda Juz.
- Alchemilla antiropata S.E.Fr”hner
- Alchemilla aperta Juz.
- Alchemilla appressipila Juz.
- Alchemilla aranica S.E.Fr”hner
- Alchemilla argentidens Buser
- Alchemilla argutiserrata H.Lindb. ex Juz.
- Alchemilla aroanica (Buser) Rothm.
- Alchemilla aspera Plocek
- Alchemilla aspleniifolia Rothm.
- Alchemilla asteroantha Rothm.
- Alchemilla atriuscula S.E.Fr”hner
- Alchemilla atropurpurea S.E.Fr”hner
- Alchemilla atrovirens Buser
- Alchemilla aurata Juz.
- Alchemilla auriculata Juz.
- Alchemilla austroaltaica V.N.Tikhom.
- Alchemilla austroitalica Brullo, Scelsi & Spamp.
- Alchemilla babiogorensis Pawl>l.
- Alchemilla bakeri De Wild.
- Alchemilla bakurianica Sosn.
- Alchemilla baltica Sam. ex Juz.
- Alchemilla bandericensis Pawl>l.
- Alchemilla barbatiflora Juz.
- Alchemilla benasquensis S.E.Fr”hner
- Alchemilla bertiscea Martinčič
- Alchemilla betuletorum Rothm.
- Alchemilla bicarpellata Rothm.
- Alchemilla bifurcata Hils. & Bojer ex Baker
- Alchemilla bipinnatifida L.M.Perry
- Alchemilla biquadrata Juz.
- Alchemilla biradiata Ovcz.
- Alchemilla bogumilii Pawlus
- Alchemilla boleslai Pawl>l.
- Alchemilla bolusii De Wild.
- Alchemilla bombycina Rothm.
- Alchemilla bonae S.E.Fr”hner
- Alchemilla borderei Buser ex S.E.Fr”hner
- Alchemilla borealis Sam. ex Juz.
- Alchemilla brachetiana Buser
- Alchemilla brachycodon Plocek
- Alchemilla braun-blanquetii Pawl>l.
- Alchemilla brevidens Juz.
- Alchemilla breviloba H.Lindb.
- Alchemilla brevituba Juz.
- Alchemilla bukovinensis Sychak
- Alchemilla bulgarica Rothm.
- Alchemilla bungei Juz.
- Alchemilla burgensis S.E.Fr”hner
- Alchemilla buschii Juz.
- Alchemilla buseri Maill.
- Alchemilla calviflora Plocek
- Alchemilla calvifolia Juz.
- Alchemilla calviformis Ovcz.
- Alchemilla camptopoda Juz.
- Alchemilla canifolia S.E.Fr”hner
- Alchemilla capensis Thunb.
- Alchemilla capillacea Juz.
- Alchemilla carinthiaca S.E.Fr”hner
- Alchemilla carniolica (Paulin) Fritsch
- Alchemilla cartalinica Juz.
- Alchemilla cartilaginea Rothm.
- Alchemilla catachnoa Rothm.
- Alchemilla catalaunica Rothm.
- Alchemilla cataractarum S.E.Fr”hner
- Alchemilla caucasica Buser
- Alchemilla cavillieri (Burnat) Pignatti
- Alchemilla ceroniana Buser
- Alchemilla chalarodesma Plocek
- Alchemilla charbonneliana Buser ex Charb.
- Alchemilla cheirochlora Juz.
- Alchemilla chilitricha Plocek
- Alchemilla chionophila Juz.
- Alchemilla chirophylla Buser
- Alchemilla chlorosericea (Buser) Juz.
- Alchemilla cinerea Buser
- Alchemilla circassica Juz.
- Alchemilla circularis Juz.
- Alchemilla circumdentata Juz.
- Alchemilla colorata Buser
- Alchemilla colura Hilliard
- Alchemilla commixta Juz.
- Alchemilla compactilis Juz.
- Alchemilla compta Buser
- Alchemilla confertula Juz.
- Alchemilla conglobata H.Lindb.
- Alchemilla conjuncta Bab.
- Alchemilla connivens Buser
- Alchemilla consobrina Juz.
- Alchemilla contractilis (Plocek) S.E.Fr”hner
- Alchemilla controversa Jaquet ex Buser
- Alchemilla corcontica Plocek
- Alchemilla coriacea Buser
- Alchemilla coruscans Buser
- Alchemilla crassa (Plocek) Plocek
- Alchemilla crassicaulis Juz.
- Alchemilla crebridens Juz.
- Alchemilla crenulata S.E.Fr”hner
- Alchemilla crinita Buser
- Alchemilla croatica Gand.
- Alchemilla cryptantha Steud. ex A.Rich.
- Alchemilla cryptocaula Juz.
- Alchemilla cunctatrix Juz.
- Alchemilla cuneata Gaudin ex Monnard
- Alchemilla curaica Juz.
- Alchemilla curta S.E.Fr”hner
- Alchemilla curtiloba Buser
- Alchemilla curtischista Plocek
- Alchemilla curvidens Juz.
- Alchemilla cymatophylla Juz.
- Alchemilla cyrtopleura Juz.
- Alchemilla czamsinensis V.N.Tikhom.
- Alchemilla czywczynensis Pawl>l.
- Alchemilla daghestanica Juz.
- Alchemilla damianicensis Pawl>l.
- Alchemilla dasyclada Juz.
- Alchemilla dasycrater Juz.
- Alchemilla debilis Juz.
- Alchemilla decalvans Juz.
- Alchemilla decumbens Buser
- Alchemilla decurrens Plocek
- Alchemilla delitescens Plocek
- Alchemilla delphinensis Buser
- Alchemilla demissa Buser
- Alchemilla denticulata Juz.
- Alchemilla depexa Juz.
- Alchemilla devestiens Juz.
- Alchemilla deylii Plocek ex Soj k
- Alchemilla diglossa Juz.
- Alchemilla diluta S.E.Fr”hner
- Alchemilla divaricans Buser
- Alchemilla diversiloba Buser
- Alchemilla diversipes Juz.
- Alchemilla dolichotoma Plocek
- Alchemilla dombaica Juz.
- Alchemilla dostalii Plocek
- Alchemilla dura Buser
- Alchemilla dzhavakhetica Juz.
- Alchemilla echinogloba Plocek
- Alchemilla effusa Buser
- Alchemilla elata Buser
- Alchemilla elisabethae Juz.
- Alchemilla ellenbergiana Rothm.
- Alchemilla elongata Eckl. & Zeyh.
- Alchemilla epidasys Rothm.
- Alchemilla epipsila Juz.
- Alchemilla erectilis Juz.
- Alchemilla erythropoda Juz.
- Alchemilla erythropodoides Pawl>l.
- Alchemilla espotensis S.E.Fr”hner
- Alchemilla eugenii Pawl>l.
- Alchemilla exaperta Plocek
- Alchemilla excentrica Z„melis
- Alchemilla exigua Buser ex Paulin
- Alchemilla exilis Juz.
- Alchemilla exsanguis Juz.
- Alchemilla exsculpta Juz.
- Alchemilla exuens Juz.
- Alchemilla exul Juz.
- Alchemilla faeroensis (Lange) Buser
- Alchemilla fagetii S.E.Fr”hner
- Alchemilla fallax Buser
- Alchemilla federiciana S.E.Fr”hner
- Alchemilla filicaulis Buser
- Alchemilla firma Buser
- Alchemilla fissa Günther & Schummel
- Alchemilla fissimima Buser
- Alchemilla flabellata Buser
- Alchemilla flavescens Buser
- Alchemilla flavicoma Buser
- Alchemilla flavovirens Buser
- Alchemilla flexicaulis Buser
- Alchemilla florulenta Buser
- Alchemilla fokinii Juz.
- Alchemilla fontinalis Juz.
- Alchemilla fontqueri Rothm.
- Alchemilla frigens Buser
- Alchemilla frigida Wedd.
- Alchemilla frondosa Juz.
- Alchemilla frost-olsenii S.E.Fr”hner
- Alchemilla fulgens Buser
- Alchemilla fulgida S.E.Fr”hner
- Alchemilla fusoidea Plocek
- Alchemilla gaillardiana Buser
- Alchemilla galkinae S.E.Fr”hner
- Alchemilla galpinii Hauman & Balle
- Alchemilla gemmia Buser
- Alchemilla georgica Juz.
- Alchemilla gibberulosa H.Lindb.
- Alchemilla giewontica Pawl>l.
- Alchemilla gingolphiana S.E.Fr”hner
- Alchemilla glabra Neygenf.
- Alchemilla glabricaulis H.Lindb.
- Alchemilla glabriformis Juz.
- Alchemilla glacialis Buser
- Alchemilla glaucescens Wallr.
- Alchemilla glomerulans Buser
- Alchemilla glyphodonta Juz.
- Alchemilla goloskokovii Juz.
- Alchemilla gorcensis Pawl>l.
- Alchemilla gorodkovii Juz.
- Alchemilla gracillima Rothm.
- Alchemilla grandiceps Plocek
- Alchemilla grandidens Juz.
- Alchemilla grenieri Guillot
- Alchemilla grisebachiana L.M.Perry
- Alchemilla grossheimii Juz.
- Alchemilla grossidens Buser
- Alchemilla gruneica Plocek
- Alchemilla gymnopoda Plocek
- Alchemilla haraldii Juz.
- Alchemilla hebescens Juz.
- Alchemilla helenae Juz.
- Alchemilla helvetica Brügger
- Alchemilla hemicycla Juz.
- Alchemilla heptagona Juz.
- Alchemilla heterophylla Rothm.
- Alchemilla heteropoda Buser
- Alchemilla heteroschista Juz.
- Alchemilla heterotricha Rothm.
- Alchemilla hians Juz.
- Alchemilla hirsuticaulis H.Lindb.
- Alchemilla hirsutissima Juz.
- Alchemilla hirsutopetiolata (De Wild.) Rothm.
- Alchemilla hirtipedicellata Juz.
- Alchemilla hirtipes Buser
- Alchemilla hispanica S.E.Fr”hner
- Alchemilla hissarica Ovcz. & Kochk.
- Alchemilla holocycla Rothm.
- Alchemilla homoeophylla Juz.
- Alchemilla hoppeana (Rchb.) Dalla Torre
- Alchemilla hoppeaniformis S.E.Fr”hner
- Alchemilla hoverlensis Pawlus & Lovelius
- Alchemilla humilicaulis Juz.
- Alchemilla hybrida (L.) L.
- Alchemilla hyperborea Juz.
- Alchemilla hypercycla S.E.Fr”hner
- Alchemilla hyperptycha Plocek
- Alchemilla hypochlora Juz.
- Alchemilla hypotricha Juz.
- Alchemilla hyrcana (Buser) Juz.
- Alchemilla ilerdensis S.E.Fr”hner
- Alchemilla imberbis Juz.
- Alchemilla impedicellata S.E.Fr”hner
- Alchemilla impexa Buser
- Alchemilla impolita Juz.
- Alchemilla incisa Buser
- Alchemilla inconcinna Buser
- Alchemilla incurvata Gand.
- Alchemilla indivisa (Form nek ex Buser) Rothm.
- Alchemilla indurata Juz.
- Alchemilla infravallesia (Buser) Rothm.
- Alchemilla iniquiformis S.E.Fr”hner
- Alchemilla insignis Juz.
- Alchemilla integribasis Juz.
- Alchemilla inversa Juz.
- Alchemilla iratiana S.E.Fr”hner
- Alchemilla iremelica Juz.
- Alchemilla ischnocarpa S.E.Fr”hner
- Alchemilla isfarensis Ovcz. & Kochk.
- Alchemilla isodonta Plocek
- Alchemilla jailae Juz.
- Alchemilla japonica Nakai & H.Hara
- Alchemilla jaquetiana Buser
- Alchemilla jaroschenkoi Grossh.
- Alchemilla jasiewiczii Pawl>l.
- Alchemilla jugensis (Buser) Maill.
- Alchemilla jumrukczalica Pawl>l.
- Alchemilla kerneri Janch. ex Rothm.
- Alchemilla kiwuensis Engl.
- Alchemilla kolaensis Juz.
- Alchemilla kornasiana Pawl>l.
- Alchemilla kosiarensis Plocek
- Alchemilla kozlovskii Juz.
- Alchemilla krylovii Juz.
- Alchemilla kulczynskii Pawl>l.
- Alchemilla kvarkushensis Juz.
- Alchemilla ladislai Pawl>l.
- Alchemilla laeta Juz.
- Alchemilla laeticolor Juz.
- Alchemilla laevipes Plocek
- Alchemilla lainzii S.E.Fr”hner
- Alchemilla languescens Juz.
- Alchemilla languida Buser
- Alchemilla lanuginosa Rothm.
- Alchemilla lasenii S.E.Fr”hner
- Alchemilla laxa Plocek
- Alchemilla ledebourii Juz.
- Alchemilla legionensis S.E.Fr”hner
- Alchemilla leiophylla Juz.
- Alchemilla leptoclada Buser
- Alchemilla lessingiana Juz.
- Alchemilla leutei S.E.Fr”hner
- Alchemilla lindbergiana Juz.
- Alchemilla lineata Buser
- Alchemilla lipschitzii Lipsch. ex Juz.
- Alchemilla lithophila Juz.
- Alchemilla litwinowii Juz.
- Alchemilla longana Buser
- Alchemilla longidens Plocek
- Alchemilla longinodis (Buser) Maill.
- Alchemilla longipes Juz.
- Alchemilla longituba S.E.Fr”hner
- Alchemilla longiuscula Buser
- Alchemilla lorata Plocek
- Alchemilla loxotropa Plocek
- Alchemilla lucida Buser
- Alchemilla ludovitiana Plocek
- Alchemilla lunaria S.E.Fr”hner
- Alchemilla lydiae Z„melis
- Alchemilla macrescens Juz.
- Alchemilla macrochira S.E.Fr”hner
- Alchemilla macroclada Juz.
- Alchemilla malimontana Juz.
- Alchemilla malyi Rothm. ex K.Malý
- Alchemilla marcailhouorum Buser
- Alchemilla marginata Plocek
- Alchemilla marsica Buser
- Alchemilla mastodonta Juz.
- Alchemilla matreiensis S.E.Fr”hner
- Alchemilla maureri S.E.Fr”hner
- Alchemilla megalodonta Plocek
- Alchemilla melanoscytos S.E.Fr”hner
- Alchemilla micans Buser
- Alchemilla michelsonii Juz.
- Alchemilla microcephala S.E.Fr”hner
- Alchemilla microdictya Juz.
- Alchemilla microdonta Juz.
- Alchemilla microsphaerica S.E.Fr”hner
- Alchemilla minusculiflora Buser
- Alchemilla minutidens Buser
- Alchemilla mollifolia Plocek & Zlinska
- Alchemilla mollis (Buser) Rothm.
- Alchemilla moncophila Plocek
- Alchemilla monticola Opiz
- Alchemilla montserratii S.E.Fr”hner
- Alchemilla multidens Buser
- Alchemilla multiloba Plocek
- Alchemilla murbeckiana Buser
- Alchemilla murisserica Maill.
- Alchemilla mystrostigma S.E.Fr”hner
- Alchemilla nafarroana S.E.Fr”hner
- Alchemilla natalensis Engl.
- Alchemilla nemoralis Alechin
- Alchemilla nietofelineri S.E.Fr”hner
- Alchemilla niphogeton Buser ex Pamp.
- Alchemilla nitida Buser
- Alchemilla norica S.E.Fr”hner
- Alchemilla nudans S.E.Fr”hner
- Alchemilla nydeggeriana S.E.Fr”hner
- Alchemilla obconiciflora Juz.
- Alchemilla obesa Plocek
- Alchemilla obscura Buser
- Alchemilla obsoleta S.E.Fr”hner
- Alchemilla obtegens Juz.
- Alchemilla obtusa Buser
- Alchemilla obtusiformis Alechin
- Alchemilla oculimarina Pawl>l.
- Alchemilla oligantha Juz.
- Alchemilla oligotricha Juz.
- Alchemilla omalophylla Juz.
- Alchemilla opaca Buser
- Alchemilla ophioreina Juz.
- Alchemilla orbicans Juz.
- Alchemilla orthotricha Rothm.
- Alchemilla oscensis S.E.Fr”hner
- Alchemilla othmarii Buser
- Alchemilla oxyodonta (Buser) G.C.Westerl.
- Alchemilla ozana S.E.Fr”hner
- Alchemilla pachyphylla Juz.
- Alchemilla paeneglabra Juz.
- Alchemilla paicheana (Buser) Rothm.
- Alchemilla pallens Buser
- Alchemilla parcipila Juz.
- Alchemilla pascualis Juz.
- Alchemilla patens Plocek
- Alchemilla paupercula S.E.Fr”hner
- Alchemilla pawlowskii Assenov
- Alchemilla pedicellata Rothm.
- Alchemilla pentaphyllea L.
- Alchemilla pentaphylloides Buser
- Alchemilla perglabra Alechin
- Alchemilla peristerica Pawl>l.
- Alchemilla persica Rothm.
- Alchemilla perspicua S.E.Fr”hner
- Alchemilla petiolulans (Buser ex E.G.Camus) Buser
- Alchemilla petraea Buser ex Maill.
- Alchemilla phalacropoda Juz.
- Alchemilla phegophila Juz.
- Alchemilla philonotis S.E.Fr”hner
- Alchemilla pilosiplica Juz.
- Alchemilla pinguis Juz.
- Alchemilla pinnata Ruiz & Pav.
- Alchemilla pirinica Pawl>l.
- Alchemilla platygyria S.E.Fr”hner
- Alchemilla plicata Buser
- Alchemilla pogonophora Juz.
- Alchemilla polatschekiana S.E.Fr”hner
- Alchemilla polemochora S.E.Fr”hner
- Alchemilla polessica Tretjakov
- Alchemilla polita S.E.Fr”hner
- Alchemilla polonica Pawl>l.
- Alchemilla polychroma S.E.Fr”hner
- Alchemilla porrectidens Juz.
- Alchemilla potentilla Kunth
- Alchemilla prasina Juz.
- Alchemilla pratensis F.W. Schmidt
- Alchemilla propinqua H.Lindb. ex Juz.
- Alchemilla pseudincisa Pawl>l.
- Alchemilla pseudocalycina Juz.
- Alchemilla pseudocartalinica Juz.
- Alchemilla pseudothmarii Pawl>l.
- Alchemilla psilocaula Juz.
- Alchemilla psilomischa Rothm.
- Alchemilla psiloneura Juz.
- Alchemilla purpurascens Juz.
- Alchemilla pycnantha Juz.
- Alchemilla pycnoloba Juz.
- Alchemilla pycnotricha Juz.
- Alchemilla racemulosa Buser
- Alchemilla raddeana (Buser) Juz.
- Alchemilla radiisecta Buser
- Alchemilla rehmannii Engl.
- Alchemilla reniformis Buser
- Alchemilla retinerviformis Juz.
- Alchemilla retinervis Buser
- Alchemilla retropilosa Juz.
- Alchemilla reversantha Plocek
- Alchemilla rhiphaea Juz.
- Alchemilla rhodobasis Plocek
- Alchemilla rhodocycla Plocek
- Alchemilla rhododendrophila Buser
- Alchemilla rubens Lipsch. ex Juz.
- Alchemilla rubidula Plocek
- Alchemilla rubricaulis Juz.
- Alchemilla rubristipula Buser
- Alchemilla rugulosa S.E.Fr”hner
- Alchemilla sabauda Buser
- Alchemilla saliceti S.E.Fr”hner
- Alchemilla samuelssonii Rothm. ex S.E.Fr”hner
- Alchemilla sanguinolenta Juz.
- Alchemilla santanderiensis S.E.Fr”hner
- Alchemilla sarmatica Juz.
- Alchemilla sauri Juz.
- Alchemilla saxatilis Buser
- Alchemilla saxetana Buser
- Alchemilla scalaris Juz.
- Alchemilla schischkinii Juz.
- Alchemilla schistophylla Juz.
- Alchemilla schlechteriana Rothm.
- Alchemilla schmidelyana Buser
- Alchemilla scintillans Buser
- Alchemilla sedelmeyeriana Juz.
- Alchemilla sejuncta Plocek
- Alchemilla semidivisa Ericsson
- Alchemilla semilunaris Alechin
- Alchemilla semisecta Buser
- Alchemilla semispoliata Juz.
- Alchemilla serbica (Paulin) Pawl>l.
- Alchemilla sergii V.N.Tikhom.
- Alchemilla sericata Rchb. ex Buser
- Alchemilla sericea Willd.
- Alchemilla sericoneura Buser
- Alchemilla sericoneuroides Pawl>l.
- Alchemilla serratisaxatilis S.E.Fr”hner
- Alchemilla sevangensis Juz.
- Alchemilla sibbaldiaefolia Kunth
- Alchemilla sibirica Z„melis
- Alchemilla sierrae Romo
- Alchemilla sinuata Buser
- Alchemilla sirjaevii Plocek
- Alchemilla smaragdina Plocek
- Alchemilla smirnovii Juz.
- Alchemilla smytniensis Pawl>l.
- Alchemilla snarskisii Czerep.
- Alchemilla sojakii Plocek
- Alchemilla sokolowskii Pawl>l.
- Alchemilla spathulata S.E.Fr”hner
- Alchemilla speciosa Buser
- Alchemilla spectabilior S.E.Fr”hner
- Alchemilla splendens H.Christ
- Alchemilla squarrosula Buser
- Alchemilla stanislaae Pawl>l.
- Alchemilla stellaris Juz.
- Alchemilla stellulata Juz.
- Alchemilla stenantha Juz.
- Alchemilla stenoleuca Plocek
- Alchemilla stevenii Buser
- Alchemilla stichotricha Juz.
- Alchemilla stiriaca S.E.Fr”hner
- Alchemilla straminea Buser
- Alchemilla stricta Rothm.
- Alchemilla strictissima Juz.
- Alchemilla strigosula Buser
- Alchemilla suavis Plocek
- Alchemilla subalpina S.E.Fr”hner
- Alchemilla subcrenata Buser
- Alchemilla subcrenatiformis Juz.
- Alchemilla subcrispata Juz.
- Alchemilla suberectipila Juz.
- Alchemilla subglobosa G.C.Westerl.
- Alchemilla subsericea Reut.
- Alchemilla subsessilis Plocek
- Alchemilla subsplendens Buser
- Alchemilla substrigosa Juz.
- Alchemilla sukaczevii V.N.Tikhom.
- Alchemilla superata Plocek
- Alchemilla supina Juz.
- Alchemilla szaferi Pawl>l.
- Alchemilla tacikii Plocek
- Alchemilla taernaensis Hyl. ex Ericsson & Hellqv.
- Alchemilla tamarae Juz.
- Alchemilla tatricola Pawl>l.
- Alchemilla taurica (Buser) Juz.
- Alchemilla tenerifolia S.E.Fr”hner
- Alchemilla tenerrima S.E.Fr”hner
- Alchemilla tenuis Buser
- Alchemilla thaumasia Plocek
- Alchemilla tianschanica Juz.
- Alchemilla tirolensis Buser ex Dalla Torre & Sarnth.
- Alchemilla transcaucasica Rothm.
- Alchemilla transiens (Buser) Buser
- Alchemilla transiliensis Juz.
- Alchemilla transpolaris Juz.
- Alchemilla tredecimloba Buser
- Alchemilla trichocrater Juz.
- Alchemilla trullata Buser
- Alchemilla trunciloba Buser
- Alchemilla tubulosa Juz.
- Alchemilla turkulensis Pawl>l.
- Alchemilla turuchanica Juz.
- Alchemilla tytthantha Juz.
- Alchemilla undulata Buser
- Alchemilla urceolata Juz.
- Alchemilla vaccariana Buser
- Alchemilla valdehirsuta Buser
- Alchemilla velebitica Borb s ex Janch.
- Alchemilla venosa Juz.
- Alchemilla venosula Buser
- Alchemilla ventiana V.N.Tikhom.
- Alchemilla verae Ovcz. & Kochk.
- Alchemilla veronicae Juz.
- Alchemilla versipila Buser
- Alchemilla versipiloides Pawl>l.
- Alchemilla vetteri Buser
- Alchemilla villarii S.E.Fr”hner
- Alchemilla vinacea Juz.
- Alchemilla vincekii Plocek
- Alchemilla virginea Plocek
- Alchemilla viridiflora Rothm.
- Alchemilla viridifolia Snarskis
- Alchemilla vizcayensis S.E.Fr”hner
- Alchemilla vranicensis Pawl>l.
- Alchemilla vulcanica Cham. & Schltdl.
- Alchemilla walasii Pawl>l.
- Alchemilla wallischii Pawl>l.
- Alchemilla westermaieri Jaquet
- Alchemilla wichurae (Buser) Stef nsson
- Alchemilla wischniewskii Rothm.
- Alchemilla woodii Kuntze
- Alchemilla xanthochlora Rothm.
- Alchemilla zapalowiczii Pawl>l.
- Alchemilla zmudae Pawl>l.

Selon Tropicos (27 septembre 2017) (Attention liste brute contenant possiblement des synonymes) :
- Alchemilla abchasica Buser
- Alchemilla abyssinica Fresen.
- Alchemilla achilleifolia J. Rémy
- Alchemilla acrostegia Plocek
- Alchemilla acutangula Buser
- Alchemilla acutidens Buser
- Alchemilla acutiformis S.E. Fröhner
- Alchemilla acutiloba Opiz
- Alchemilla adelodictya Juz.
- Alchemilla aemula Juz.
- Alchemilla aenostipula Juz.
- Alchemilla aequatoriensis Rothm.
- Alchemilla affinis De Wild.
- Alchemilla akdoganica Kalheber
- Alchemilla alexandri Juz.
- Alchemilla alpestris (F.W. Schmidt) Opiz
- Alchemilla alpina L.
- Alchemilla altaica Juz.
- Alchemilla amoena Rothm.
- Alchemilla amphipsila Juz.
- Alchemilla ancerensis Kalheber
- Alchemilla andina (L.M. Perry) J.F. Macbr.
- Alchemilla andringitrensis R. Vig. & De Wild.
- Alchemilla anisopoda Juz.
- Alchemilla aperta Juz.
- Alchemilla aphanoides Mutis ex L. f.
- Alchemilla appendiculata Wedd. ex Murb.
- Alchemilla appressipila Juz.
- Alchemilla arbiculata Ruiz & Pav.
- Alchemilla arcuatiloba Juz.
- Alchemilla argutiserrata H. Lindb.
- Alchemilla argyrophylla Oliv.
- Alchemilla argyrophylloides Baker f.
- Alchemilla arvensis (L.) Scop. - Alchémille des champs
- Alchemilla aspleniifolia Rothm.
- Alchemilla atrifolia Zam.
- Alchemilla aurata Juz.
- Alchemilla auriculata Juz.
- Alchemilla ayazii Kalheber
- Alchemilla ayderensis Kalheber
- Alchemilla babiogorensis Pawł.
- Alchemilla bachiti Hauman & Balle
- Alchemilla bakeri De Wild.
- Alchemilla bakurianica Sosn.
- Alchemilla baltica Sam. ex Juz.
- Alchemilla barbata C. Presl
- Alchemilla barbatiflora Juz.
- Alchemilla barbulata Juz.
- Alchemilla baronii De Wild.
- Alchemilla basakii Kalheber
- Alchemilla bequaertii De Wild.
- Alchemilla berteroana Briq.
- Alchemilla beyazoglii Kalheber
- Alchemilla bicarpellata Rothm.
- Alchemilla bifurcata Hils. & Bojer ex Baker
- Alchemilla bipinnatifida L.M. Perry
- Alchemilla biquadrata Juz.
- Alchemilla biradiata Ovcz.
- Alchemilla bolusii De Wild.
- Alchemilla borealis Sam. ex Juz.
- Alchemilla bornmuelleri Rothm.
- Alchemilla brevidens Juz.
- Alchemilla breviloba H. Lindb.
- Alchemilla brevituba Juz.
- Alchemilla bungei Juz.
- Alchemilla bursensis Pawł.
- Alchemilla buschii Juz.
- Alchemilla butaguensis De Wild.
- Alchemilla calchaquina Lillo
- Alchemilla calvifolia Juz.
- Alchemilla calviformis Ovcz.
- Alchemilla calvipes Juz.
- Alchemilla camptopoda Juz.
- Alchemilla capensis Thunb.
- Alchemilla capillacea Juz.
- Alchemilla cartalinica Juz.
- Alchemilla catalaunica Rothm.
- Alchemilla caucasica Buser
- Alchemilla cheirochlora Juz.
- Alchemilla chionophila Juz.
- Alchemilla chlorosericea Juz.
- Alchemilla cimilensis Kalheber
- Alchemilla ciminensis Pawł.
- Alchemilla cinerascens Juz.
- Alchemilla circassica Juz.
- Alchemilla circularis Juz.
- Alchemilla circumdentata Juz.
- Alchemilla colombiana Dammer
- Alchemilla colura Hilliard
- Alchemilla commixta Juz.
- Alchemilla commutata Rothm.
- Alchemilla compactilis Juz.
- Alchemilla confertula Juz.
- Alchemilla conglobata H. Lindb.
- Alchemilla conjuncta Babington em. Becherer
- Alchemilla connivens Buser
- Alchemilla consobrina Juz.
- Alchemilla crassicaulis Juz.
- Alchemilla crebridens Juz.
- Alchemilla crinita
- Alchemilla cryptantha Steud. ex A. Rich.
- Alchemilla cryptocaula Juz.
- Alchemilla cunctatrix Juz.
- Alchemilla cuneifolia Nutt.
- Alchemilla curaica Juz.
- Alchemilla curvidens Juz.
- Alchemilla cymatophylla Juz.
- Alchemilla cyrtopleura Juz.
- Alchemilla czywczynensis Pawł.
- Alchemilla daghestanica Juz.
- Alchemilla dasyclada Juz.
- Alchemilla dasycrater Juz.
- Alchemilla debilis Juz.
- Alchemilla decalvans Juz.
- Alchemilla denticulata Juz.
- Alchemilla depexa Juz.
- Alchemilla devestiens Juz.
- Alchemilla dewildemanii T.C.E. Fr.
- Alchemilla diglossa Juz.
- Alchemilla diplophylla Diels
- Alchemilla divaricans Buser
- Alchemilla diversipes Juz.
- Alchemilla dombaica Juz.
- Alchemilla domingensis Urb.
- Alchemilla dubia De Wild.
- Alchemilla dura Buser
- Alchemilla dzhavakhetica Juz.
- Alchemilla egens Juz.
- Alchemilla elata Buser
- Alchemilla elevitensis Kalheber
- Alchemilla elgonensis Mildbr.
- Alchemilla elisabethae Juz.
- Alchemilla ellenbeckii Engl.
- Alchemilla ellenbergiana Rothm.
- Alchemilla elongata Eckl. & Zeyh.
- Alchemilla emarginata De Wild.
- Alchemilla epidasys Rothm.
- Alchemilla epipsila Juz.
- Alchemilla equisetiformis Trevir.
- Alchemilla erectilis Juz.
- Alchemilla ericoides L.M. Perry
- Alchemilla erlangeriana Engl.
- Alchemilla erodiifolia Wedd.
- Alchemilla erythropoda Juz.
- Alchemilla erzincanensis Pawł.
- Alchemilla eugenii Pawł.
- Alchemilla exculpta Juz.
- Alchemilla exilis Juz.
- Alchemilla exsanguis Juz.
- Alchemilla exuens Juz.
- Alchemilla exul Juz.
- Alchemilla filicaulis Buser
- Alchemilla firma Buser
- Alchemilla fischeri Engl.
- Alchemilla fissa Gunth. & Schumm.
- Alchemilla flabellata Buser
- Alchemilla flavescens Snarskis
- Alchemilla florulenta Buser
- Alchemilla fokinii Juz.
- Alchemilla fontinalis Juz.
- Alchemilla frigida Wedd.
- Alchemilla frondosa Juz.
- Alchemilla fruticulosa Rothm.
- Alchemilla fulvescens (L.M. Perry) Rothm.
- Alchemilla galioides Benth.
- Alchemilla galpinii Hauman & Balle
- Alchemilla georgica Juz.
- Alchemilla geranioides Rolfe
- Alchemilla gerrardii De Wild.
- Alchemilla gibberulosa H. Lindb.
- Alchemilla giewontica Pawł.
- Alchemilla glabra Neygenf.
- Alchemilla glabricaulis H. Lindb.
- Alchemilla glabriformis Juz.
- Alchemilla glaucescens Wallr.
- Alchemilla glomerulans Buser
- Alchemilla glyphodonta Juz.
- Alchemilla goloskokovii Juz.
- Alchemilla gorcensis Pawł.
- Alchemilla gorodkovii Juz.
- Alchemilla gortschakowskii Juz.
- Alchemilla gracilipes Engl.
- Alchemilla gracilis Opiz
- Alchemilla grandidens Juz.
- Alchemilla grisebachiana L.M. Perry
- Alchemilla grossheimii Juz.
- Alchemilla guatemalensis Rothm.
- Alchemilla gunae Schweinf.
- Alchemilla hagenia T.C.E. Fr.
- Alchemilla hageniae T.C.E. Fr.
- Alchemilla haraldii Juz.
- Alchemilla haumanii Rothm.
- Alchemilla hayirlioglii Kalheber
- Alchemilla hebescens Juz.
- Alchemilla helenae Juz.
- Alchemilla hemicycla Juz.
- Alchemilla hemsinica Kalheber
- Alchemilla hendrickxii Hauman & Balle
- Alchemilla heptagona Juz.
- Alchemilla heptaphylla Schleich. ex Steud.
- Alchemilla hessii Rothm.
- Alchemilla heterophylla
- Alchemilla heteroschista Juz.
- Alchemilla hians Juz.
- Alchemilla hildebrandtii Engl.
- Alchemilla hirsuta Kunth
- Alchemilla hirsuticaulis H. Lindb.
- Alchemilla hirsutiflora Rothm.
- Alchemilla hirsutissima Juz.
- Alchemilla hirsuto-petiolata Rothm.
- Alchemilla hirta (L.M. Perry) Rothm.
- Alchemilla hirtipedicellata Pawł.
- Alchemilla hispidula L.M. Perry
- Alchemilla hissarica Ovcz. & Kochk.
- Alchemilla holmgrenii Rothm.
- Alchemilla holosericea L.M. Perry
- Alchemilla holotricha Juz.
- Alchemilla humbertii De Wild.
- Alchemilla humilicaulis Juz.
- Alchemilla hybrida (L.) Mill.
- Alchemilla hyperborea Juz.
- Alchemilla hypochlora Juz.
- Alchemilla hypotricha Juz.
- Alchemilla hyrcana Juz.
- Alchemilla ikizdereensis Kalheber
- Alchemilla imberbis Juz.
- Alchemilla imbricata Rothm.
- Alchemilla impolita Juz.
- Alchemilla incisa Buser
- Alchemilla incurvata Gand.
- Alchemilla indica Gardner
- Alchemilla indivisa Formánek ex Rothm.
- Alchemilla indurata Juz.
- Alchemilla insignis Juz.
- Alchemilla integribasis Juz.
- Alchemilla inversa Juz.
- Alchemilla inyangensis Weim.
- Alchemilla iremelica Juz.
- Alchemilla isfarensis Ovcz. & Kochk.
- Alchemilla jailae Juz.
- Alchemilla jamesonii L.M. Perry
- Alchemilla japonica Nakai & H. Hara
- Alchemilla jaroschenkoi Grossh.
- Alchemilla jasiewiczii Pawł.
- Alchemilla johnstonii Oliv.
- Alchemilla juzepczukii Alech.
- Alchemilla kackarensis Kalheber
- Alchemilla killipii Rothm.
- Alchemilla kiwuensis Engl.
- Alchemilla kolaensis Juz.
- Alchemilla kozlowskii Juz.
- Alchemilla krylovii Juz.
- Alchemilla kupperi Suess.
- Alchemilla kvarkushensis Juz.
- Alchemilla laeta Juz.
- Alchemilla laeticolor Juz.
- Alchemilla languescens Juz.
- Alchemilla languida Buser
- Alchemilla lechleriana Griseb.
- Alchemilla lecomtei De Wild.
- Alchemilla ledebourii Juz.
- Alchemilla leiophylla Juz.
- Alchemilla lessingiana Juz.
- Alchemilla lindbergiana Juz.
- Alchemilla lipschitzii Juz.
- Alchemilla lithophila Juz.
- Alchemilla litwinowii Juz.
- Alchemilla longipes Juz.
- Alchemilla looseri Rothm.
- Alchemilla lydiae Zam.
- Alchemilla macrescens Juz.
- Alchemilla macroclada Juz.
- Alchemilla madagascariensis O. Hoffm.
- Alchemilla malimontana Juz.
- Alchemilla mandoniana Wedd.
- Alchemilla mastodonta Juz.
- Alchemilla micans Buser
- Alchemilla michelsonii Juz.
- Alchemilla microbetula T.C.E. Fr.
- Alchemilla microcarpa Boiss. & Reut.
- Alchemilla microdictya Juz.
- Alchemilla microdonta Juz.
- Alchemilla microphylla De Wild.
- Alchemilla minor Huds.
- Alchemilla minusculiflora Buser
- Alchemilla mollis (Buser) Rothm.
- Alchemilla monticola Opiz
- Alchemilla moritziana (Dammer) L.M. Perry
- Alchemilla mukuluensis De Wild.
- Alchemilla multiflora Bus. ex Rothm.
- Alchemilla murbeckiana Buser
- Alchemilla mutisii Rothm.
- Alchemilla natalensis Engl.
- Alchemilla nebulosa Sam.
- Alchemilla neglecta Rothm.
- Alchemilla nemoralis Alech.
- Alchemilla neo-stevenii Juz.
- Alchemilla nitida Buser
- Alchemilla nivalis Kunth
- Alchemilla nyikensis De Wild.
- Alchemilla obconiciflora Juz.
- Alchemilla obtegens Juz.
- Alchemilla obtusa Buser
- Alchemilla obtusiformis Alech.
- Alchemilla occidentalis Nutt.
- Alchemilla ocreata Donn. Sm.
- Alchemilla oculimarina Pawł.
- Alchemilla oligantha Juz.
- Alchemilla oligotricha Juz.
- Alchemilla omalophylla Juz.
- Alchemilla ophioreina Juz.
- Alchemilla orbicans Juz.
- Alchemilla orbiculata Ruiz & Pav.
- Alchemilla orduensis Pawł.
- Alchemilla oriturcica Pawł.
- Alchemilla orizabensis (Rydb.) Fedde
- Alchemilla orthotricha Rothm.
- Alchemilla oxyodonta G.C. Westerl.
- Alchemilla oxysepala Juz.
- Alchemilla pachyphylla Juz.
- Alchemilla paeneglabra Juz.
- Alchemilla palmata E. Mey.
- Alchemilla paludicola Rothm.
- Alchemilla parcipila Juz.
- Alchemilla parodii I.M. Johnst.
- Alchemilla pascuorum Standl.
- Alchemilla pastoralis Buser
- Alchemilla pavlovii Rothm.
- Alchemilla pectinata Kunth
- Alchemilla pedata Hochst. ex A. Rich.
- Alchemilla pedicellata Rothm.
- Alchemilla pentaphyllea L.
- Alchemilla perrieri De Wild.
- Alchemilla perryana Rothm.
- Alchemilla persica Rothm.
- Alchemilla phalacropoda Juz.
- Alchemilla phegophila Juz.
- Alchemilla pilosiplica Juz.
- Alchemilla pinguis Juz.
- Alchemilla pinnata Ruiz & Pav.
- Alchemilla plicata Buser
- Alchemilla plicatissima E. Fröhner
- Alchemilla pogonophora Juz.
- Alchemilla polylepis Wedd.
- Alchemilla porrectidens Juz.
- Alchemilla potentilla Kunth
- Alchemilla prasina Juz.
- Alchemilla pratensis F.W. Schmidt
- Alchemilla pringlei (Rydb.) Fedde
- Alchemilla procumbens Rose
- Alchemilla propinqua Lindb. fil. ex Juz.
- Alchemilla pseudocalycina Juz.
- Alchemilla pseudocartalinica Juz.
- Alchemilla pseudomollis Juz.
- Alchemilla pseudothmari Pawł.
- Alchemilla pseudovenusta Rothm.
- Alchemilla psilocaula Juz.
- Alchemilla psilomischa Rothm.
- Alchemilla psiloneura Juz.
- Alchemilla pubescens M. Bieb.
- Alchemilla purdiei L.M. Perry
- Alchemilla purpurascens Juz.
- Alchemilla pycnantha Juz.
- Alchemilla pycnoloba Juz.
- Alchemilla pycnotricha Juz.
- Alchemilla pyrenaica Duf.
- Alchemilla quinqueloba Rothm.
- Alchemilla raddeana Juz.
- Alchemilla radicans Rothm.
- Alchemilla ramosissima Rothm.
- Alchemilla ranunculoides L.M. Perry
- Alchemilla rehmannii Engl.
- Alchemilla repens C. Presl
- Alchemilla resupinata Rothm.
- Alchemilla retinerviformis Juz.
- Alchemilla retinervis Buser
- Alchemilla retropilosa Juz.
- Alchemilla rhiphaea Juz.
- Alchemilla rigescens Juz.
- Alchemilla rigida Buser
- Alchemilla rivulorum Rothm.
- Alchemilla rizensis Pawł.
- Alchemilla roccatii Cort.
- Alchemilla rothii Oliv.
- Alchemilla rubens Buser
- Alchemilla rubricaulis Juz.
- Alchemilla rupestris Kunth
- Alchemilla rusbyi L.M. Perry
- Alchemilla rutenbergii O. Hoffm.
- Alchemilla samuelssonii Rothm. ex Frohner
- Alchemilla sandiensis Pilg.
- Alchemilla sanguinolenta Juz.
- Alchemilla sarmatica Juz.
- Alchemilla sarmentosa L.M. Perry
- Alchemilla sauri Juz.
- Alchemilla saxatilis Buser
- Alchemilla scalaris Juz.
- Alchemilla schischkinii Juz.
- Alchemilla schistophylla Juz.
- Alchemilla schizophylla Baker
- Alchemilla schlechteriana Rothm.
- Alchemilla sedelmeyerana Juz.
- Alchemilla semilunaris Alech.
- Alchemilla semispoliata Juz.
- Alchemilla sergii V. Tichomirov
- Alchemilla sericata Reichenb. ex Bus.
- Alchemilla sericea Willd.
- Alchemilla sericoneuroides Pawł.
- Alchemilla sessiliflora Hochst. ex Rothm.
- Alchemilla sevangensis Juz.
- Alchemilla sibbaldiifolia Kunth
- Alchemilla sibirica Zam.
- Alchemilla sintenisii Rothm.
- Alchemilla smirnovii Juz.
- Alchemilla snarskisii Czerep.
- Alchemilla speciosa Buser
- Alchemilla sprucei L.M. Perry
- Alchemilla standleyi L.M. Perry
- Alchemilla stellaris Juz.
- Alchemilla stellulata Juz.
- Alchemilla stemmatophylla Wedd.
- Alchemilla stenantha Juz.
- Alchemilla stevenii Buser
- Alchemilla straminea Buser
- Alchemilla strichotricha Juz.
- Alchemilla stricta Rothm.
- Alchemilla strictissima Juz.
- Alchemilla strigosula Buser ex C. DC.
- Alchemilla stuhlmannii Engl.
- Alchemilla subalpestris Rose
- Alchemilla subcrenata Buser
- Alchemilla subcrenatiformis Juz.
- Alchemilla subcrispata Juz.
- Alchemilla suberectipila Juz.
- Alchemilla subglobosa G.C. Westerl.
- Alchemilla sublessingiana Juz.
- Alchemilla submamillata Juz.
- Alchemilla subnivalis Baker f.
- Alchemilla subreniformis De Wild.
- Alchemilla subsplendens Buser
- Alchemilla substrigosa Juz.
- Alchemilla suecica Frohner
- Alchemilla supina Juz.
- Alchemilla surculosa E. Fröhner
- Alchemilla szaferi Pawł.
- Alchemilla tamarae Juz.
- Alchemilla tanacetifolia Rothmaler,W.
- Alchemilla taurica Juz.
- Alchemilla tenuicaulis Hook. f.
- Alchemilla tephroserica Juz.
- Alchemilla tianschanica Juz.
- Alchemilla tiryalensis Pawł.
- Alchemilla transcaucasica Rothm.
- Alchemilla transiens Buser
- Alchemilla transiliensis Juz.
- Alchemilla transpolaris Juz.
- Alchemilla tredecimloba Buser
- Alchemilla trichocrater Juz.
- Alchemilla tripartita Ruiz & Pav.
- Alchemilla triphylla Rothm.
- Alchemilla truncata Tausch ex Steud.
- Alchemilla tubulosa Juz.
- Alchemilla turkulensis Pawł.
- Alchemilla turuchanica Juz.
- Alchemilla tytthantha Juz.
- Alchemilla uhdeana Dammer
- Alchemilla undecimloba Juz.
- Alchemilla urceolata Juz.
- Alchemilla valdehirsuta Buser
- Alchemilla velutina S. Watson
- Alchemilla venosa Juz.
- Alchemilla venusta Schltdl. & Cham.
- Alchemilla verae Ovcz. & Kochk.
- Alchemilla veronicae Juz.
- Alchemilla verticillata Fielding & Gardner
- Alchemilla vestita (Buser) Raunk.
- Alchemilla viguieri De Wild.
- Alchemilla vinacea Juz.
- Alchemilla viridiflora Rothm.
- Alchemilla volkensii Engl.
- Alchemilla vulcanica Schltdl. & Cham.
- Alchemilla vulgaris L.
- Alchemilla weberbaueri Pilg.
- Alchemilla wichurae (Buser) Stefánsson
- Alchemilla williamsii L.M. Perry
- Alchemilla wilmsii Engl.
- Alchemilla woodii Kuntze
- Alchemilla woronowii Juz.
- Alchemilla xanthochlora Rothm.
- Alchemilla zapalowiczii Pawł.
- Alchemilla ziganadagensis Pawł.

Selon World Register of Marine Species (27 septembre 2017) :
- Alchemilla monticola Opiz